# قرن روشنفکری
قرن روشنفکری (به اسپانیایی: El Siglo de las Luces) رمانی تاریخی از آلخو کارپانتیه یکی از مشهورترین رمان‌نویسان کوبایی و آمریکای لاتین، با ترجمهٔ سروش حبیبی نویسنده ایرانی است.

## توضیحات کتاب
سروش حبیبی در مقدمه‌اش بر چاپ تازه رمان نوشته که نام این اثر در زبان اسپانیولی «قرن روشنفکری» بوده و در ترجمه انگلیسی نام آن به «انفجار در کلیسای جامع» تغییر یافته‌است. او هم پس از گذشت ۳۶ سال از ترجمه نخست رمان و پس از بازنگری و ویرایش ترجمه نخست حالا تصمیم گرفته تا این بار از نام اصلی رمان استفاده کند.
این رمان که در اواسط دهه ۵۰ تحت عنوان «انفجار در کلیسای جامع» منتشر شده همزمان شده بود با انتشار «صد سال تنهایی» گابریل گارسیا مارکز و در واقع زیر سایه شهرت مارکز و تبلیغات جهانی آن گم شد.
حبیبی مترجم این کتاب می‌گوید: «عنوان ترجمه اول «انفجار در کلیسای جامع» را مترجم انگلیسی به سلیقه خود انتخاب کرده بود که اشاره‌ای است به تابلویی که ذکرش در کتاب آمده و اشاره‌ای است پوشیده به انقلاب فرانسه که نظام موجود را از هم پاشیده و بنای کلیسا را به هوا پریشیده است. به این امید که با نظمی جدید و لابد بهتر بر زمین باز نشیند.

## خلاصه داستان
این رمان کارهای ویکتور هوگ را وصف می‌کند که زمانی در پورتو پرنس دکان داشت و بعد شیفته روبسپیر شد و در روشفور دادستان خلق شد و بعد با یکدست فرمان برقراری آزادی و الغای برده‌داری به دنیای جدید آورد و با دست دیگر گیوتین را».